# Axel Sparre (1674–1715)
Axel Sparre, född 4 december 1674 på Stora Sundby, Öja socken, Södermanlands län, död 1715, var en svensk friherre och överstelöjtnant i fransk tjänst.
Han var son till kammarherren Carl Sparre och Beata Elisabet Falkenberg af Trystorp och från 1713 gift med madame Bodancon (eller Redancon). Man vet inte med säkerhet men Lars Salvius nämner i Beskrifning öfver Sveriget, första tomen om Upland 1741 att Sparre skulle ha utfört en bild med Hennes Maj:t Högst-Salig Drottning Ulrica Eleonora, och Hof-Damorne hålla Kongl. Arf-Prinsen och Prinsessan, utom några och 20, andre Personer. Genom senare forskning utförd av Magnus Carlander har denna hypotes bekräftats. Tavlan ingår i Nationalmuseums samling.